# Robert Stephenson
Robert Stephenson (16 de octubre de 1803 - 12 de octubre de 1859) fue un ingeniero civil inglés. Fue también el único hijo de George Stephenson, el célebre ingeniero de ferrocarriles y locomotoras. Sin embargo, muchos de los logros atribuidos normalmente a su padre fueron desarrollados mediante el esfuerzo conjunto de padre e hijo.

## Biografía
Tras recibir educación en la Academia Bruce de Newcastle upon Tyne, ser aprendiz de Nicolas Wood, director de Killingworth Colliery, y pasar por la Universidad de Edimburgo, Robert fue a trabajar con su padre en sus proyectos ferroviarios, empezando por la línea de Stockton a Darlington. En 1823 Robert fundó una empresa junto con su padre y Edward Pease para construir locomotoras, la Robert Stephenson and Company, que fabricó un buen porcentaje de las primeras locomotoras del mundo, y estuvo operativa hasta mediados del siglo XX. El edificio original de la fábrica todavía existe en Forth Street, Newcastle; en la actualidad se llama Centro Robert Stephenson. 
Robert hizo un buen negocio con la ganadora de las Pruebas de Rainhill, The Rocket. Tras este éxito la compañía construyó más locomotoras para la línea férrea que iba de Liverpool a Mánchester y otras vías férreas recientes, incluyendo la de Leicester a Swannington.
En 1833 Robert Stephenson obtuvo el puesto de ingeniero jefe de la London and Birmingham Railway, la primera línea ferroviaria que entró en Londres y el primer tramo de la línea de la costa oeste (West Coast Main Line). Este recorrido presentaba un gran número de desafíos a la ingeniería civil, sobre todo el Túnel Kilbsy, pero aun así se completó en 1838. Stephenson fue el responsable directo del túnel que atravesaba Primrose Hill. Las primeras locomotoras no podían afrontar la subida del tramo entre Euston y Chalk Farm, así que hizo falta que Stephenson idease un sistema para escalar la colina que funcionaba mediante cadenas accionadas por un motor a vapor situado junto a The Roundhouse. 

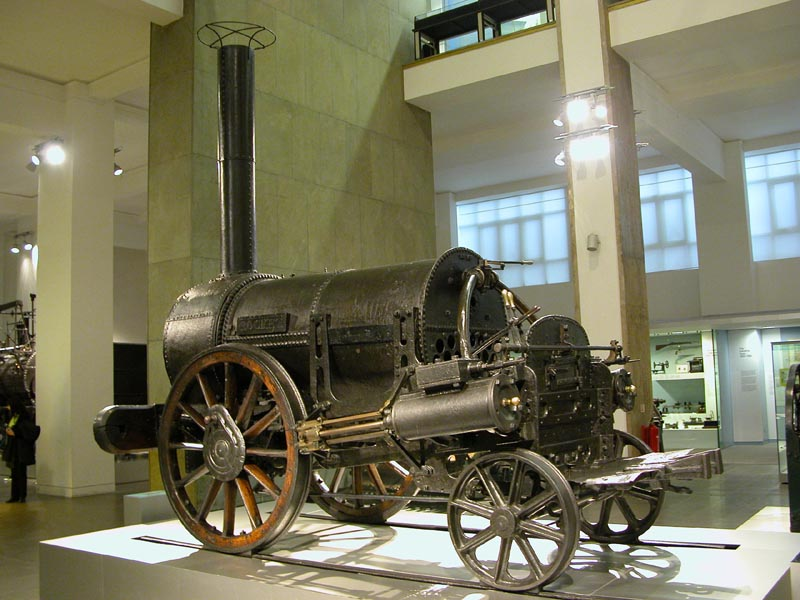
The Rocket de Stephenson, que está expuesta en el Museo de Ciencias de Londres.

Robert Stephenson fue un experto reconocido internacionalmente para cuestiones ferroviarias. Por ejemplo, fue asesor del ingeniero francés amigo suyo, Paulin Talabot, para la construcción del ferrocarril del Gard de Beaucaire a Alés en Francia entre 1837 y 1840. Viajó a España para asesorar durante la construcción de la línea de Vizcaya a Madrid, y también visitó el ferrocarril de Orleáns a Tours en Francia. Asimismo fue miembro de la Sociedad de estudios del Canal de Suez. En otoño de 1850 viajó por Suiza por encargo del Gobierno federal para elaborar dictámenes sobre la red ferroviaria prevista y cuestiones financieras.
Entre 1851 y 1853 construyó el ferrocarril de Alejandría a El Cairo en Egipto, que en 1858 fue prolongado hasta Suez.
Construyó varios puentes famosos, como el High Level de Newcastle sobre el río Tyne; el Puente Britannia, de secciones de hierro forjado, que cruzaba el Estrecho de Menai; el puente de Conwy, entre Llandundno y Conwy; el Viaducto Arnside de Cumbria; el Royal Border Bridge de Berwick-upon-Tweed y un puente para carretera y vía férrea de 1850 sobre el Río Nene en Sutton Bridge, Lincolnshire. 
Uno de los pocos errores de la carrera de Stephenson fue el diseño del puente Dee, que se hundió mientras lo cruzaba un tren, en lo que se llamó el desastre del puente Dee. Fue duramente criticado por este diseño, incluso antes del desastre, particularmente por la mala elección de los materiales.
Como miembro del Partido Conservador fue elegido miembro del Parlamento por Whitby desde 1847 hasta su muerte. Fue comisario de la Comisión Metropolitana de Alcantarillado desde 1848. También fue presidente de la Institución de ingenieros civiles de 1855 a 1857. 
Murió el 12 de octubre de 1859, poco antes de que cumpliera los 56 años de edad. Sus restos mortales descansan en la Abadía de Westminster.
A pesar de su rivalidad, Stephenson mantuvo una íntima amistad con Isambard Kingdom Brunel. Se ayudaron mutuamente en varios proyectos.
El Museo Ferroviario Stephenson en North Shields fue nombrado en su honor y en el de su padre.

## En la ficción
Stephenson es un personaje de la película de animación Steamboy, en la que vive hasta 1966. En el doblaje inglés de la película Stephen habla con un acento afectado en lugar del acento norteño que en realidad tuvo.